# 小行星11203
小行星11203（11203 Danielbetten）是一颗绕太阳运转的小行星，为主小行星带小行星。该小行星于1999年3月发现。

## 轨道参数
小行星11203的轨道半长轴为2.3053765 UA，离心率为0.135。